# Saint-Pierre-de-Varennes
Pour les articles homonymes, voir Saint-Pierre et Varennes.
Saint-Pierre-de-Varennes est une commune française située dans le département de Saône-et-Loire, en région Bourgogne-Franche-Comté.

## Géographie
Saint-Pierre-de-Varennes est un village agricole situé entre Morvan et Charolais. Le Creusot est à 10 km. L'étang de Brandon, réserve d'eau potable, est situé sur la commune ; il a une superficie de 48 ha. Le hameau des Charbottins, au bout de l'étang, serait le plus ancien de la commune. Le volcan de Drevin domine le hameau du même nom. La croix de Jérusalem surplombe les hameaux des Couchets et du Haut des Chégnots.

### Climat
Pour des articles plus généraux, voir Climat de la Bourgogne-Franche-Comté et Climat de Saône-et-Loire.
En 2010, le climat de la commune est de type climat océanique dégradé des plaines du Centre et du Nord, selon une étude du Centre national de la recherche scientifique s'appuyant sur une série de données couvrant la période 1971-2000. En 2020, Météo-France publie une typologie des climats de la France métropolitaine dans laquelle la commune est exposée à un climat océanique altéré et est dans une zone de transition entre les régions climatiques « Lorraine, plateau de Langres, Morvan » et « Bourgogne, vallée de la Saône ».
Pour la période 1971-2000, la température annuelle moyenne est de 10,4 °C, avec une amplitude thermique annuelle de 17,2 °C. Le cumul annuel moyen de précipitations est de 912 mm, avec 12 jours de précipitations en janvier et 7,3 jours en juillet. Pour la période 1991-2020, la température moyenne annuelle observée sur la station météorologique de Météo-France la plus proche, « St-Maurice-lès-Couches_sapc », sur la commune de Saint-Maurice-lès-Couches à 9 km à vol d'oiseau, est de 11,5 °C et le cumul annuel moyen de précipitations est de 803,5 mm. 
La température maximale relevée sur cette station est de 40,4 °C, atteinte le 12 août 2003 ; la température minimale est de −16,7 °C, atteinte le 20 décembre 2009,,.
Les paramètres climatiques de la commune ont été estimés pour le milieu du siècle (2041-2070) selon différents scénarios d'émission de gaz à effet de serre à partir des nouvelles projections climatiques de référence DRIAS-2020. Ils sont consultables sur un site dédié publié par Météo-France en novembre 2022.

## Urbanisme

### Typologie
Au 1er janvier 2024, Saint-Pierre-de-Varennes est catégorisée commune rurale à habitat dispersé, selon la nouvelle grille communale de densité à sept niveaux définie par l'Insee en 2022.
Elle est située hors unité urbaine. Par ailleurs la commune fait partie de l'aire d'attraction du Creusot, dont elle est une commune de la couronne,. Cette aire, qui regroupe 22 communes, est catégorisée dans les aires de moins de 50 000 habitants,.

### Occupation des sols
L'occupation des sols de la commune, telle qu'elle ressort de la base de données européenne d’occupation biophysique des sols Corine Land Cover (CLC), est marquée par l'importance des territoires agricoles (76,1 % en 2018), une proportion sensiblement équivalente à celle de 1990 (76,2 %). La répartition détaillée en 2018 est la suivante : prairies (59,1 %), forêts (20,4 %), zones agricoles hétérogènes (9,4 %), terres arables (7,6 %), zones urbanisées (1,8 %), eaux continentales (1,7 %). L'évolution de l’occupation des sols de la commune et de ses infrastructures peut être observée sur les différentes représentations cartographiques du territoire : la carte de Cassini (XVIIIe siècle), la carte d'état-major (1820-1866) et les cartes ou photos aériennes de l'IGN pour la période actuelle (1950 à aujourd'hui).

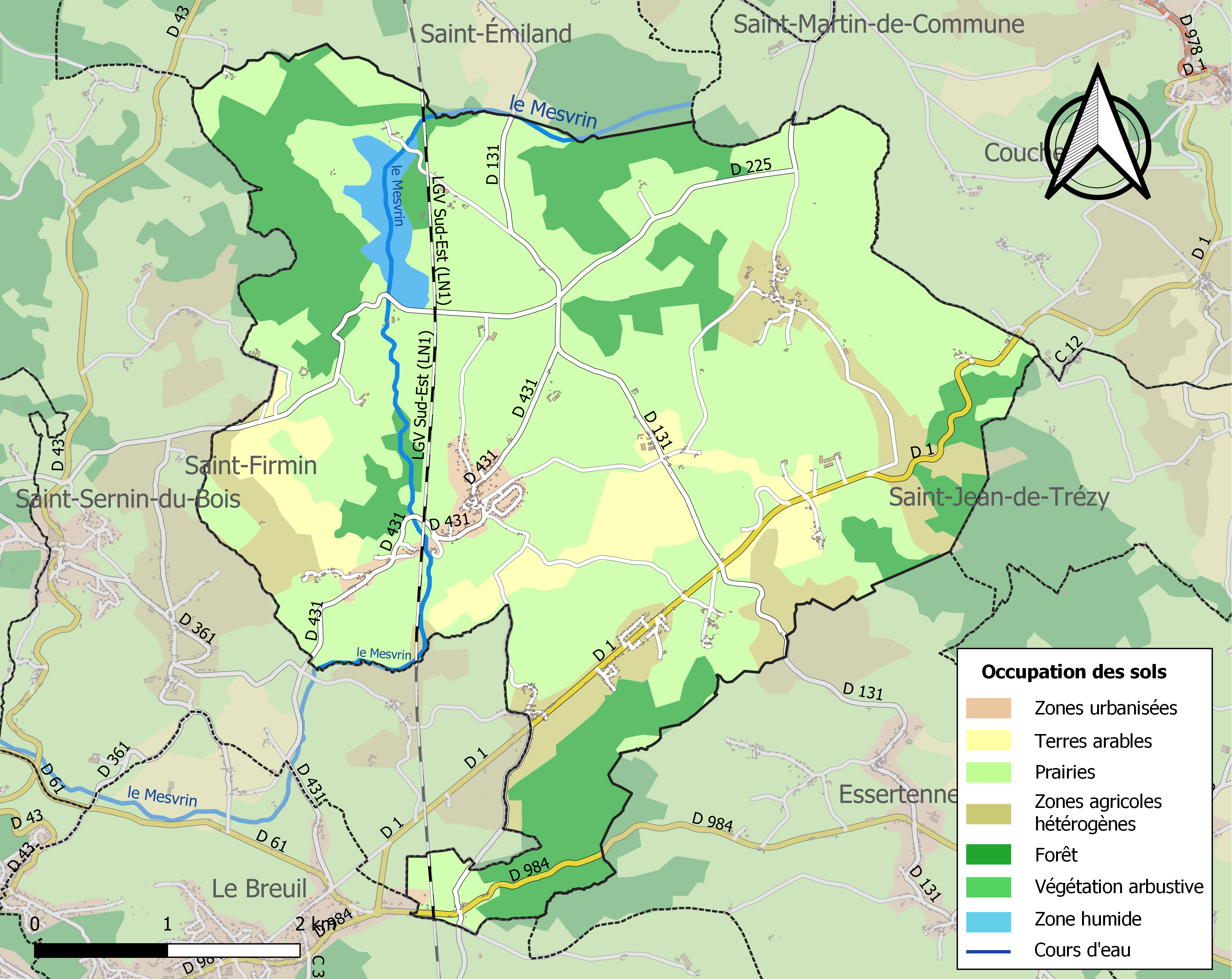
Carte des infrastructures et de l'occupation des sols de la commune en 2018 (CLC).

## Politique et administration
| Période                                  | Période   | Identité          | Étiquette | Qualité |
| ---------------------------------------- | --------- | ----------------- | --------- | ------- |
| juin 1995                                | mars 2008 | Jacques de Massin |           |         |
| mars 2008                                | en cours  | Dominique Ravault |           |         |
| Les données manquantes sont à compléter. |           |                   |           |         |

## Démographie
L'évolution du nombre d'habitants est connue à travers les recensements de la population effectués dans la commune depuis 1793. Pour les communes de moins de 10 000 habitants, une enquête de recensement portant sur toute la population est réalisée tous les cinq ans, les populations de référence des années intermédiaires étant quant à elles estimées par interpolation ou extrapolation. Pour la commune, le premier recensement exhaustif entrant dans le cadre du nouveau dispositif a été réalisé en 2008.

En 2022, la commune comptait 837 habitants, en évolution de −1,18 % par rapport à 2016 (Saône-et-Loire : −1,06 %, France hors Mayotte : +2,11 %).
| 1793 | 1800 | 1806 | 1821 | 1831 | 1836 | 1841 | 1846 | 1851 |
| ---- | ---- | ---- | ---- | ---- | ---- | ---- | ---- | ---- |
| 705  | 706  | 777  | 774  | 816  | 886  | 924  | 946  | 897  |

| 1856 | 1861 | 1866 | 1872 | 1876 | 1881 | 1886 | 1891 | 1896 |
| ---- | ---- | ---- | ---- | ---- | ---- | ---- | ---- | ---- |
| 855  | 844  | 853  | 860  | 890  | 968  | 976  | 935  | 874  |

| 1901 | 1906 | 1911 | 1921 | 1926 | 1931 | 1936 | 1946 | 1954 |
| ---- | ---- | ---- | ---- | ---- | ---- | ---- | ---- | ---- |
| 843  | 837  | 816  | 714  | 673  | 588  | 584  | 548  | 571  |

| 1962 | 1968 | 1975 | 1982 | 1990 | 1999 | 2006 | 2008 | 2013 |
| ---- | ---- | ---- | ---- | ---- | ---- | ---- | ---- | ---- |
| 565  | 532  | 502  | 636  | 830  | 830  | 829  | 829  | 840  |

| 2018 | 2022 | - | - | - | - | - | - | - |
| ---- | ---- | - | - | - | - | - | - | - |
| 850  | 837  | - | - | - | - | - | - | - |

## Culte
Saint-Pierre-de-Varennes relève de la nouvelle paroisse Saint-François d’Assise (formée des anciennes paroisses de l’Épiphanie et de Saint-Joseph ouvrier), qui compte quinze clochers et a son siège au Creusot.

Les vignobles de la côte chalonnaise et du couchois.

## Culture locale et patrimoine

### Lieux et monuments
- Le château de Brandon, construction bâtie en hauteur, à côté de l'étang du même nom (qui dessert la commune en eau potable), et qui eut pour seigneurs au Moyen Âge des membres de la famille d'Essertennes puis de la maison de Lugny. Monsieur de Masin en est l'actuel propriétaire.
- L'église Saint-Pierre, au clocher coiffé en bâtière[17], qui témoigne de la période romane (clocher, portail principal) et de l'époque gothique (porche de la façade, porte latérale, chapelle des seigneurs de Brandon). Retable restauré en 1991 (orné, dans sa niche centrale, d'une statue du XVe – XVIe siècle représentant saint Pierre en pape, assis).
- Dans le cimetière, le plus ancien monument commémoratif de la guerre franco-prussienne de 1870-71 visible en Saône-et-Loire, consistant en une colonne brisée, monument datant de 1872[18].
- Le « volcan de Drevin », monticule culminant à l'altitude de 494 mètres réputé témoigner d'une ancienne activité volcanique[19].
- Le barrage de Brandon. En 1957, l'étang de Brandon fut dissocié du patrimoine de la vieille seigneurie dont il dépendait depuis l'origine (déjà cité en 1256, il fut agrandi par les nobles de la famille de Lugny à la fin du XVe siècle). Le Syndicat intercommunal des eaux de Brandon, créé en 1957, en fit une réserve d'eau potable. Une première étape consista à mettre en service une station de traitement (qui fut l'une des premières de France à utiliser l'ozone). Fin 1961, la digue de retenue, longue de 200 mètres, fut achevée, donnant naissance à une étendue d'eau de 43 hectares d'une capacité utile d'environ 1 200 000 mètres cubes.
- Un Agor-espace permet de pratiquer de multiples sports tels que le football ou le basketball. L'association COV permet à ses membres de pratiquer le tennis, la musculation et d'autres activités encadrées.

### Héraldique
|  | Les armes de la commune se blasonnent ainsi : Parti, au premier bandé d'or et d'azur à la bordure de gueules, au second d'azur à la clef d'or à la bordure cousue de gueules. |

## Pour approfondir